# Džgjarda
Džgjarda nebo Džgerda (abchazsky Џьгьарда, gruzínsky ჯგერდა – Džgerda) je vesnice v Abcházii v okrese Očamčyra. Leží přibližně 29 km severozápadně od okresního města Očamčyra. Obec sousedí na západě s Arménskou Atarou, na východě se Gvadou, kterou odděluje potok Dgamyš, na jihovýchodě s Kvačarou, na jihu s Kutolem a na jihozápadě s Atarou. Na sever od obce se nachází těžko prostupný horský terén Kodorského hřbetu. Obcí protéká řeka Toumyš.
Oficiálním názvem obce je Vesnický okrsek Džgjarda (rusky Джгярдинская сельская администрация, abchazsky Џьгьарда ақыҭа ахадара). Za časů Sovětského svazu se okrsek jmenoval Džgerdský selsovět (Джгердинский сельсовет).

## Části obce
Součástí Džgjardy jsou následující části:
- Džgjarda (Џьгьарда)
- Ablavja / Džirgul (Aблаҩа / Џьырҕәыл)
- Adzyná Rychuca / Džgjarda Achuca (Аӡынаа рыхәҵа / Џьгьарда ахәҵа)
- Akvapra (Акәаԥра)
- Ahablá / Rachuty Ahabla (Аҳаблаа / Раҳәҭы аҳабла)
- Gurčch (Гәырчхь)
- Toumyš (Ҭоумышь)
- Džgjarda Agu (Џьгьарда агәы)
- Bakjkan (Бақьҟан)
- Čagjam / Čegem (Чагьам)
- Šubárcha (Шәбаарха)

## Historie
Na území obce se dochovaly pozůstatky tří křesťanských kostelů – chrámy Kjač-Nyha, Pskal a Gurčch. Na vrcholu nedaleké hory Pskal (kolem 1000 m n. m.) se nachází ještě jedna rozvalina raně středověkého kostela, jenž je obehnán kruhovým kamenným valem, obloženým vápencovými deskami, vyzdobenými plastikami. K tomuto Pskalskému chrámu se lze dostat jedině ze severozápadní strany. Nedaleko tohoto chrámu začíná Velká abchazská zeď, vedoucí až do Cabalu na sever. Nedaleko se nachází i polorozpadlý Kjačský chrám, který byl vybudován v dobách Abchazského království.
V druhé polovině 19. století byla po kavkazské válce Džgjarda těžce zasažena mahadžirstvem, kdy byla značná část obyvatel nucena odejít do Osmanské říše, mnohem více než z ostatních obcí v okolí. Největší počet mahadžirů pocházejících z historického regionu Abžua bylo z Džgjardy, a proto jsou v Turecku dosud nazýváni Džgjardové (Џьгьардаа). Ti založili v severozápadním Turecku v provincii Sakarya novou vesnici Džgerda, jež se turecky jmenuje Soğuksu.
Na začátku 20. století se do horských částí Džgjardy, konkrétně do Džgjardy Achucy, přistěhovali turečtí rolníci křesťanského vyznání, a pěstovali zde tabák. Tito Turci byli časem asimilováni do abchazského obyvatelstva.
Až do druhé poloviny 20. století byla součástí Džgjardy i sousední ves Gvada. V 60. letech se veškeré obyvatelstvo Džgjardy Achucy, Čegemu a Šubárchy z důvodu nehospodárnosti jejich zemědělské činnosti přestěhovalo do dolní části Džgjardy a celé podhůří obce zůstalo neobydlené a zůstává to tak i v současnosti. Během války v Abcházii v letech 1992-1993 byla celá Džgjarda pod kontrolou abchazských partyzánů.
Ve Džgjardě prožívali své dětství druhý prezident Abcházie Sergej Bagapš a v části Čegem známý spisovatel Fazyl Abdulovič Iskander, který toto místo popsal ve svém románu Strejček Sandro z Čegemu.

## Obyvatelstvo
Dle nejnovějšího sčítání lidu z roku 2011 je počet obyvatel této obce 791 a jejich složení následovné:
- 698 Abchazů (88,2 %)
- 7 Gruzínů (0,9 %)
- 5 Rusů (0,6 %)
- 3 Arméni (0,4 %)
- 78 ostatních národností (9,9 %)

Před válkou v Abcházii žilo v obci bez přičleněných vesniček 631 obyvatel a celkově 1080 obyvatel. Ve Džgerdském selsovětu v roce 1959 žilo 2077 obyvatel.